# Arrows A4
O  A4  é o modelo da Arrows da temporada de 1982 da Fórmula 1. Condutores: Brian Henton, Mauro Baldi e Marc Surer.

## Resultados[1]
(legenda) 
| Ano  | Chassi | Motor                | Pneus | N° | Pilotos      | 1   | 2   | 3   | 4     | 5   | 6   | 7   | 8   | 9   | 10  | 11  | 12  | 13  | 14  | 15  | 16  | Pontos | Posição |  |
| ---- | ------ | -------------------- | ----- | -- | ------------ | --- | --- | --- | ----- | --- | --- | --- | --- | --- | --- | --- | --- | --- | --- | --- | --- | ------ | ------- |  |
|      |        |                      |       |    |              |     |     |     |       |     |     |     |     |     |     |     |     |     |     |     |     |        |         |  |
|      |        |                      |       |    |              | RSA | BRA | USW | SMR   | BEL | MON | USE | CAN | NED | GBR | FRA | GER | AUT | SUI | ITA | LVS |        |         |  |
| 1982 | A4     | Ford Cosworth DFV V8 | P     | 29 | Brian Henton | NQ  | NQ  | Ret | [ 2 ] |     |     |     |     |     |     |     |     |     |     |     |     | 51     | 11º     |  |
| 1982 | A4     | Ford Cosworth DFV V8 | P     | 29 | Marc Surer   |     |     |     | [ 2 ] | 7   | 9   | 8   | 5   | 10  | Ret | 13  | 6   | Ret |     | Ret |     | 51     | 11º     |  |
| 1982 | A4     | Ford Cosworth DFV V8 | P     | 30 | Mauro Baldi  | NQ  | 10  | NQ  | [ 2 ] | Ret | NQ  | Ret | 8   | 6   | 9   | Ret | Ret | 6   | NQ  |     | 11  | 51     | 11º     |  |

↑1  Os GPs: Suíça (Surer), Itália (Baldi) e Las Vegas (Surer) utilizou o chassi A5. 